# Rosička (Jindřichův Hradec-i járás)
Rosička település Csehországban, a Jindřichův Hradec-i járásban. Rosička Drunče, Světce, Horní Radouň és Mnich településekkel határos. Lakosainak száma 68 fő (2024. január 1.).

## Népesség
A település lakosságának változását az alábbi diagram mutatja:
| Lakosok száma | 246  | 233  | 244  | 163  | 88   | 62   | 61   | 62   | 62   | 68   |
|               | 1869 | 1890 | 1921 | 1950 | 1980 | 2001 | 2017 | 2019 | 2022 | 2024 |